# Kenmare (Dakota del Nord)
Kenmare és una població dels Estats Units a l'estat de Dakota del Nord. Segons el cens del 2000 tenia 1.081 habitants.

## Demografia
Segons el cens del 2000, Kenmare tenia 1.081 habitants, 468 habitatges, i 278 famílies. La densitat de població era de 336,6 hab./km².
Dels 468 habitatges en un 23,3% hi vivien nens de menys de 18 anys, en un 50,6% hi vivien parelles casades, en un 6% dones solteres, i en un 40,4% no eren unitats familiars. En el 38,9% dels habitatges hi vivien persones soles el 22,4% de les quals corresponia a persones de 65 anys o més que vivien soles. El nombre mitjà de persones vivint en cada habitatge era de 2,15 i el nombre mitjà de persones que vivien en cada família era de 2,85.
Per edats la població es repartia de la següent manera: un 19,9% tenia menys de 18 anys, un 5,2% entre 18 i 24, un 22,2% entre 25 i 44, un 22% de 45 a 60 i un 30,7% 65 anys o més.
L'edat mediana era de 47 anys. Per cada 100 dones de 18 o més anys hi havia 85 homes.
La renda mediana per habitatge era de 30.057 $ i la renda mediana per família de 40.125 $. Els homes tenien una renda mediana de 27.031 $ mentre que les dones 17.826 $. La renda per capita de la població era de 15.428 $. Entorn del 10% de les famílies i el 10,7% de la població estaven per davall del llindar de pobresa.

## Poblacions més properes
El següent diagrama mostra les poblacions més properes.